# 小沼由美
小沼 由美（こぬま ゆみ、旧芸名&旧本名：山川由美、1967年5月2日 - ）とは、日本の元女優である。東京都出身。身長：157cm、体重：47kg、B：80cm、W：58cm、H：83cm。血液型：B型。かつての所属事務所はユタカプロダクション（1994年より）。

## 人物・来歴
- 1986年2月の17歳の時、憧れていた女優・名取裕子の主演舞台『タンゴ・冬の終わりに』にて芸能界デビュー。
- 世間に出回っているプロフィールでは、「1969年生まれ」、「1970年生まれ」、「1973年生まれ」など様々で、年齢を若く詐称して芸能活動をしていた。実際は1967年生まれである。
- 特技は日舞。
- 好きな男性のタイプは、シルヴェスター・スタローンのような人。
- 1990年代は中野新橋で一人暮らしをしていた。

## 主な出演作品

### テレビドラマ
- 代表取締役刑事 （1990年 - 1991年、テレビ朝日）
- 湯けむり仲居純情日記3（1994年4月18日、TBSテレビ） - 津山理香 役
- 徳川慶喜 （1998年、NHK総合・大河ドラマ） - きな 役
- 白衣のふたり （1998年4月6日 - 7月3日、フジテレビ） 看護婦・北原ひかり 役
- 櫂 （1999年5月6日&13日・NHK-BS2、2000年1月8日&15日・NHK総合） - 全3話中、1話と2話に出演。

### バラエティ番組
- ふしぎのたまご (小学3年・理科) （1996年4月9日 - 1999年3月、NHK教育）
はかせ役の鳥塚しげきと共に司会。助手のおねえさん・ゆみ役。

### 映画
- おいしい結婚 （1991年5月18日公開、東宝）

### 舞台
- タンゴ・冬の終わりに （1986年2月1日 - 25日、PARCO劇場）
女優デビュー作。当時は「山川由美」名義。
- 風の童子
かぜのわらし。1994年8月 - 9月。劇団虹っ子公演。北海道内の小中学校を巡演。三郎（風の童子）役
- 山びこ太郎 （1994年8月 - 9月。劇団虹っ子公演。北海道内の小中学校を巡演）

### スチル広告
- 日本航空 （JAL） - 「デューティーフリーショッパーズ株式会社 （DFS）」

### 雑誌
- EXSISTER （VOL.6、1992年1月。『デラべっぴん』1992年1月号増刊。メディアックス）
鈴木真由美と共に表紙掲載
- 週刊プレイボーイ （1994年5月24日号、集英社） グラビア掲載